# Liste des planètes mineures non numérotées découvertes en juillet 2011
Pour un article plus général, voir Liste des planètes mineures non numérotées découvertes en 2011.
Pour un article plus général, voir Liste des planètes mineures.
Cet article dresse la liste des planètes mineures (astéroïdes, centaures, objets transneptuniens et assimilés) non numérotées découvertes en juillet 2011 dans l'ordre de leur découverte.
Au 15 janvier 2025, 661 077 des 1 434 993 planètes mineures répertoriées par le Centre des planètes mineures ne sont pas encore numérotées, soit 46,07 %.

## Rappel concernant la désignation provisoire
La désignation provisoire indique l'ordre de découverte de ces objets. En effet, cette désignation est composée de l'année de découverte (par exemple 2011) suivie de la quinzaine (demi-mois) de découverte (p.e. A = 1-15 janvier) puis de l'ordre de découverte dans cette quinzaine. Cet ordre est indiqué par une lettre et éventuellement un chiffre comme suit : A pour la première découverte, B pour la deuxième, ..., Z pour la 25e (le I n'est pas utilisé pour éviter la confusion avec 1), A1 pour la 26e, B1 pour la 27e, etc. , Z1 pour la 50e, A2 pour la 51e, B2 pour la 52e, etc. L'ordre de la numérotation ne suit donc pas l'ordre alphanumérique. 2011 AA1 suit ainsi 2011 AZ et précède 2011 AB1.

## Liste

### Du1erau 15 juillet
- 2011 ND
- 2011 NV
- 2011 NW
- 2011 NX
- 2011 NY
- 2011 NZ
- 2011 NF1
- 2011 NP1
- 2011 NX1
- 2011 NZ1
- 2011 NB2
- 2011 ND2
- 2011 NR2
- 2011 NS2
- 2011 NP3
- 2011 NT4
- 2011 NV4
- 2011 NW4
- 2011 NY4
- 2011 NA5
- 2011 NC5
- 2011 ND5
- 2011 NE5
- 2011 NF5
- 2011 NJ5
- 2011 NK5
- 2011 NM5
- 2011 NN5
- 2011 NP5
- 2011 NQ5
- 2011 NS5
- 2011 NT5
- 2011 NU5
- 2011 NV5
- 2011 NW5
- 2011 NX5
- 2011 NY5
- 2011 NZ5
- 2011 NB6
- 2011 ND6
- 2011 NF6
- 2011 NK6
- 2011 NL6
- 2011 NM6
- 2011 NN6
- 2011 NO6
- 2011 NP6
- 2011 NR6
- 2011 NS6
- 2011 NT6
- 2011 NW6
- 2011 NY6
- 2011 NZ6
- 2011 NA7
- 2011 NB7
- 2011 ND7
- 2011 NE7

### Du 16 au 31 juillet
- 2011 OA
- 2011 OB
- 2011 OE
- 2011 OG
- 2011 OH
- 2011 OD1
- 2011 OP1
- 2011 OQ2
- 2011 OS2
- 2011 OK3
- 2011 OO3
- 2011 OS3
- 2011 OW3
- 2011 OM4
- 2011 OO4
- 2011 OQ4
- 2011 OS4
- 2011 OT4
- 2011 OW4
- 2011 OX4
- 2011 OY4
- 2011 OA5
- 2011 OJ5
- 2011 OK5
- 2011 OM5
- 2011 ON5
- 2011 OO5
- 2011 OP5
- 2011 OQ5
- 2011 OR5
- 2011 OS5
- 2011 OW5
- 2011 OC6
- 2011 OD6
- 2011 OE6
- 2011 OH6
- 2011 OJ6
- 2011 OR6
- 2011 OS6
- 2011 OZ6
- 2011 OA7
- 2011 OB7
- 2011 OD7
- 2011 OE7
- 2011 OF7
- 2011 OH7
- 2011 OL7
- 2011 OM7
- 2011 ON7
- 2011 OR7
- 2011 OT7
- 2011 OZ7
- 2011 OE8
- 2011 OH8
- 2011 OO8
- 2011 OP8
- 2011 OR8
- 2011 OS8
- 2011 OU8
- 2011 OY8
- 2011 OD9
- 2011 OG9
- 2011 OJ9
- 2011 OK9
- 2011 OM9
- 2011 OQ9
- 2011 OS9
- 2011 OT9
- 2011 OV9
- 2011 OZ9
- 2011 OA10
- 2011 OB10
- 2011 OD10
- 2011 OJ10
- 2011 OL10
- 2011 OS10
- 2011 OU10
- 2011 OV10
- 2011 OB11
- 2011 OD11
- 2011 OC12
- 2011 OH12
- 2011 OS12
- 2011 OV12
- 2011 OA13
- 2011 ON13
- 2011 OP13
- 2011 OT13
- 2011 OU13
- 2011 OF14
- 2011 OM14
- 2011 OX14
- 2011 OC15
- 2011 OD15
- 2011 OE15
- 2011 OG15
- 2011 OR15
- 2011 OS15
- 2011 OT15
- 2011 OB16
- 2011 OE16
- 2011 OW16
- 2011 OY16
- 2011 ON17
- 2011 OR17
- 2011 OV17
- 2011 OW17
- 2011 OX17
- 2011 OY17
- 2011 OC18
- 2011 OD18
- 2011 OT18
- 2011 OU18
- 2011 OV18
- 2011 OX18
- 2011 OA19
- 2011 OB19
- 2011 OG19
- 2011 OU19
- 2011 OO20
- 2011 OS20
- 2011 OT20
- 2011 OX20
- 2011 OA21
- 2011 OD21
- 2011 OL21
- 2011 OM21
- 2011 ON22
- 2011 OA23
- 2011 OB24
- 2011 OM24
- 2011 ON24
- 2011 OO24
- 2011 OC25
- 2011 OE25
- 2011 OJ25
- 2011 OB26
- 2011 OE26
- 2011 OF26
- 2011 OG26
- 2011 OJ26
- 2011 ON26
- 2011 OP26
- 2011 OR26
- 2011 OY26
- 2011 OJ27
- 2011 OM27
- 2011 OO27
- 2011 OK28
- 2011 OL28
- 2011 OV28
- 2011 OC29
- 2011 OD29
- 2011 OL29
- 2011 OM29
- 2011 OQ29
- 2011 OU29
- 2011 OX29
- 2011 OB30
- 2011 OO30
- 2011 OX30
- 2011 OZ30
- 2011 OR31
- 2011 OU31
- 2011 OX31
- 2011 OC32
- 2011 OD32
- 2011 OF32
- 2011 OJ32
- 2011 OC33
- 2011 OD33
- 2011 OX33
- 2011 OB34
- 2011 OO34
- 2011 OB35
- 2011 OW35
- 2011 OA36
- 2011 OD36
- 2011 OP36
- 2011 OT36
- 2011 OA37
- 2011 OC37
- 2011 OF37
- 2011 OC38
- 2011 OD38
- 2011 OE38
- 2011 OK38
- 2011 OL38
- 2011 OW38
- 2011 OH39
- 2011 OV39
- 2011 OD40
- 2011 OL40
- 2011 OR40
- 2011 OT40
- 2011 OY40
- 2011 ON41
- 2011 OO41
- 2011 OZ41
- 2011 OC42
- 2011 OP42
- 2011 OU42
- 2011 OV42
- 2011 OK43
- 2011 OL43
- 2011 OO43
- 2011 OZ43
- 2011 OH45
- 2011 OJ45
- 2011 OK45
- 2011 OL45
- 2011 OA46
- 2011 OZ46
- 2011 OC47
- 2011 OA48
- 2011 OB48
- 2011 OF48
- 2011 OJ48
- 2011 OS48
- 2011 OT49
- 2011 OB50
- 2011 OE50
- 2011 OW50
- 2011 OY50
- 2011 OZ50
- 2011 OL51
- 2011 OA52
- 2011 OC52
- 2011 OO52
- 2011 OY54
- 2011 OZ54
- 2011 OH55
- 2011 OJ55
- 2011 OX55
- 2011 OB57
- 2011 OC57
- 2011 OD57
- 2011 OH57
- 2011 OR57
- 2011 OS57
- 2011 OX57
- 2011 OA58
- 2011 OH58
- 2011 OP58
- 2011 OQ58
- 2011 OG59
- 2011 OB60
- 2011 OE60
- 2011 OG60
- 2011 OR60
- 2011 OH61
- 2011 OZ61
- 2011 OD62
- 2011 OE62
- 2011 OL62
- 2011 ON62
- 2011 OQ62
- 2011 OR62
- 2011 OS62
- 2011 OV62
- 2011 OM63
- 2011 OO63
- 2011 OP63
- 2011 OS63
- 2011 OU63
- 2011 OV63
- 2011 OZ63
- 2011 OA64
- 2011 OB64
- 2011 OC64
- 2011 OD64
- 2011 OE64
- 2011 OF64
- 2011 OH64
- 2011 OJ64
- 2011 OK64
- 2011 OL64
- 2011 ON64
- 2011 OP64
- 2011 OQ64
- 2011 OS64
- 2011 OT64
- 2011 OU64
- 2011 OV64
- 2011 OX64
- 2011 OA65
- 2011 OB65
- 2011 OC65
- 2011 OD65
- 2011 OE65
- 2011 OF65
- 2011 OG65
- 2011 OH65
- 2011 OJ65
- 2011 OK65
- 2011 OL65
- 2011 OM65
- 2011 OO65
- 2011 OV65
- 2011 OW65
- 2011 OX65
- 2011 OD66
- 2011 OE66
- 2011 OF66
- 2011 OH66
- 2011 OL66
- 2011 ON66
- 2011 OO66
- 2011 OQ66
- 2011 OW66
- 2011 OX66
- 2011 OC67
- 2011 OE67
- 2011 OH67
- 2011 OM67
- 2011 ON67
- 2011 OO67
- 2011 OP67
- 2011 OQ67
- 2011 OR67
- 2011 OS67
- 2011 OU67
- 2011 OZ67
- 2011 OD68
- 2011 OE68
- 2011 OF68
- 2011 OJ68
- 2011 OL68
- 2011 OM68
- 2011 ON68
- 2011 OO68
- 2011 OR68
- 2011 OS68
- 2011 OT68
- 2011 OU68
- 2011 OW68
- 2011 OX68
- 2011 OZ68
- 2011 OJ69
- 2011 OK69
- 2011 ON69
- 2011 OO69
- 2011 OS69
- 2011 OT69
- 2011 OV69
- 2011 OX69
- 2011 OY69
- 2011 OA70
- 2011 OE70
- 2011 OO70
- 2011 OV70
- 2011 OB71
- 2011 OE71
- 2011 OG71
- 2011 OJ71
- 2011 OK71
- 2011 OM71
- 2011 ON71
- 2011 OO71
- 2011 OP71
- 2011 OR71
- 2011 OS71
- 2011 OU71
- 2011 OV71
- 2011 OW71
- 2011 OC72
- 2011 OD72
- 2011 OE72
- 2011 OF72
- 2011 OG72
- 2011 OH72
- 2011 OJ72
- 2011 OK72
- 2011 OM72
- 2011 ON72
- 2011 OO72
- 2011 OP72
- 2011 OQ72
- 2011 OS72
- 2011 OT72
- 2011 OY72
- 2011 OA73
- 2011 OB73
- 2011 OG73
- 2011 OL73
- 2011 OM73
- 2011 ON73
- 2011 OR73
- 2011 OU73
- 2011 OV73
- 2011 OW73
- 2011 OX73
- 2011 OY73
- 2011 OZ73
- 2011 OC74
- 2011 OD74
- 2011 OE74
- 2011 OF74
- 2011 OG74
- 2011 OH74
- 2011 OJ74
- 2011 OK74
- 2011 OL74
- 2011 ON74
- 2011 OO74
- 2011 OQ74
- 2011 OR74
- 2011 OS74
- 2011 OU74
- 2011 OV74
- 2011 OZ74
- 2011 OA75
- 2011 OB75
- 2011 OC75
- 2011 OD75
- 2011 OF75
- 2011 OG75
- 2011 OH75
- 2011 OJ75
- 2011 OL75
- 2011 OM75
- 2011 ON75
- 2011 OO75
- 2011 OP75
- 2011 OQ75
- 2011 OR75
- 2011 OS75
- 2011 OU75
- 2011 OW75
- 2011 OX75
- 2011 OY75
- 2011 OA76
- 2011 OB76
- 2011 OC76
- 2011 OE76
- 2011 OF76
- 2011 OG76
- 2011 OJ76
- 2011 OK76
- 2011 OL76
- 2011 OM76
- 2011 OO76
- 2011 OP76
- 2011 OQ76
- 2011 OR76
- 2011 OT76
- 2011 OU76
- 2011 OV76
- 2011 OW76
- 2011 OX76
- 2011 OZ76
- 2011 OA77
- 2011 OC77
- 2011 OD77
- 2011 OF77
- 2011 OG77
- 2011 OJ77
- 2011 OL77
- 2011 OM77
- 2011 ON77
- 2011 OO77
- 2011 OP77
- 2011 OQ77
- 2011 OR77
- 2011 OS77
- 2011 OW77
- 2011 OX77
- 2011 OY77
- 2011 OA78
- 2011 OD78
- 2011 OF78
- 2011 OG78
- 2011 OH78
- 2011 OJ78
- 2011 OK78
- 2011 OL78
- 2011 OO78
- 2011 OP78
- 2011 OQ78
- 2011 OR78
- 2011 OS78
- 2011 OT78
- 2011 OU78
- 2011 OV78
- 2011 OW78
- 2011 OX78
- 2011 OY78
- 2011 OZ78
- 2011 OA79
- 2011 OB79
- 2011 OC79
- 2011 OD79
- 2011 OE79
- 2011 OF79
- 2011 OH79
- 2011 OJ79